# Варлаам Голенковський
Голенковський Василь (чернече ім'я Варлаам; *бл. 1665 — †1723, Санкт-Петербург) — намісник Києво-Печерської Лаври, письменник. Вихованець та благодійник Києво-Могилянської академії.

## Біографія
По закінченню навчання в Києво-Могилянській академії наприкінці 1700-х років був протопопом соборної Воронезької Михайлівської церкви. Згодом, очевидно, після смерті дружини, прийняв чернечий постриг у Києво-Печерській Лаврі. Потім став намісником КПЛ. 1714 він постриг у чернецтво (що, як правило, було прерогативою тільки архімандритів КПЛ) вихованця КМА П. Долинського.
Після смерті архімандрита Києво-Печерської Лаври А. Мисливського (1714) керував Лаврською друкарнею, де за його участі підготовлено до друку, зокрема, «Діалогизм или разговор духовный…» (К., 1714) з посвятою митрополиту, Київському, Галицькому і всієї України Й. Кроковському, автором якого був сам Голенковський, «Псалтир…» (К., 1715) та інші твори.
1715 висувався кандидатом на посаду архімандрита КПЛ. Пізніше був ігуменом Київського Михайлівського Золотоверхого монастиря.
Маючи намір створити в новозаснованому Олександро-Невському монастирі (Санкт-Петербург) школу для підготовки настоятелів монастирів і священиків православних церков, цар Петро І звернувся 1715 до київського губернського князя Д. Толщина з вимогою прислати 25 «добрих монахов». Згідно з розпорядженням світських і духовних властей у квітні 1716 до Санкт-Петербурга прибула перша партія лаврських ченців на чолі з Голенковським.
У кінці 1716 став намісником Олександро-Невської лаври. Крім того, відкрив при монастирі школу, пізніше перетворену на Санкт-Петербурзьку духовну академію. 1721 обирався архімандритом Новгород-Сіверського монастиря, але Петро І не затвердив це призначення.
Постійно намагався повернутися в Україну, через що потрапив у немилість до деяких впливових осіб з вищих церковних кіл Московії. Один з ієродияконів Олександро-Невського монастиря звинуватив Варлаама в намірі позбавити життя архієпископів Великоновгородського і Великолуцького Ф. Яновського та Псковського, Ізборського і Нарвського Т. Прокоповича, які не відпускали його на Україну. Синод, провівши слідство, не знайшов підстав для подібного звинувачення. Однак вищевказані архієреї, духовні фаворити імператора Петра І, хоча й земляки та колеги по навчанню в КМА, добилися позбавлення його посади намісника. Зокрема, Ф. Яновський у своєму повідомленні Синоду твердив, що Голенковський «своєму делу и званію не прилежал, но жил в монастире, яко гость гостил». Його перемістили до Каргопольського монастиря Св. Хреста Холмогорськох єпархії, де він у сані архімандрита й помер.
Всі свої кошти заповів київським монастирям, зокрема, Києво-Печерській Лаврі, Софіївському, Михайлівському Золотоверхому, Видубицькому, Пустинно-Миколаївському, Кирилівському, а також Глухівському Петропавлівському і Батуринському Крупицькому Миколаївському; Воронізькій Михайлівській церкві, де був протопопом,— 400 червінців на іконостас; на шпиталь Київського Троїцького больничного монастиря — 13 червінців; на жебраків — 100 рублів Подбав про Київський Братський монастир й Києво-Могилянську академію — 50 червінців, окрім цього «павперам, которые учатся в братстве, а не имеют за чим — 100 руб. на молитву».